# Matt Ryan
Matthew Thomas "Matt" Ryan (17 de maio de 1985, Exton, Pensilvânia) é um jogador de futebol americano aposentado que atuava na posição de quarterback na National Football League (NFL). Foi selecionado pelos Atlanta Falcons com a terceira escolha do draft de 2008 e vem sendo seu o quarterback titular desde então. Ryan jogou futebol americano universitário pela Boston College e guiou a equipe a três vitórias em bowls consecutivas, nas temporadas de 2005, 2006 e 2007. Na NFL foi eleito o melhor calouro ofensivo na temporada de 2008 e em 2016 foi eleito MVP do ano. Também já foi selecionado quatro vezes para o Pro Bowl.
Na temporada de 2016, liderou os Falcons a sua segunda aparição no Super Bowl (LI), mas perdeu para o New England Patriots por 34 a 28. Em 2018, Matt renovou seu contrato com os Falcons por cinco anos, totalizando US$ 150 milhões de dólares, fazendo dele um dos quarterbacks mais bem pagos da liga.
Em 2022, os Falcons trocaram Ryan para o Indianapolis Colts por uma escolha de terceira rodada. Em 22 de abril de 2024, após um ano afastado dos gramados, Ryan anunciou formalmente sua aposentadoria da NFL. Desde que se aposentou, ele atuou como analista na CBS Sports.

## Estatísticas
| Legenda | Legenda                              |
| ------- | ------------------------------------ |
|         | AP NFL MVP & Jogador Ofensivo do Ano |

| Ano      | Time     | Jogos | Jogos | Passando | Passando | Passando | Passando | Passando | Passando | Passando | Passando | Passando | Correndo | Correndo | Correndo | Correndo | Correndo | Fumbles | Fumbles  |
| Ano      | Time     | JD    | JT    | Comp     | Ten      | Pct      | Jardas   | Média    | Lng      | TD       | Int      | Rating   | Ten      | Jardas   | Média    | Lng      | TD       | Fum     | Perdidos |
| -------- | -------- | ----- | ----- | -------- | -------- | -------- | -------- | -------- | -------- | -------- | -------- | -------- | -------- | -------- | -------- | -------- | -------- | ------- | -------- |
| 2008     | ATL      | 16    | 16    | 265      | 434      | 61,1%    | 3 440    | 7,9      | 70       | 16       | 11       | 87,7     | 55       | 104      | 1,9      | 17       | 1        | 6       | 1        |
| 2009     | ATL      | 14    | 14    | 263      | 451      | 58,3%    | 2 916    | 6,5      | 90       | 22       | 14       | 80,9     | 30       | 49       | 1,6      | 7        | 1        | 5       | 2        |
| 2010     | ATL      | 16    | 16    | 357      | 571      | 62,5%    | 3 705    | 6,5      | 46       | 28       | 9        | 91,0     | 46       | 122      | 2,7      | 20       | 0        | 4       | 3        |
| 2011     | ATL      | 16    | 16    | 347      | 566      | 61,3%    | 4 177    | 7,4      | 80       | 29       | 12       | 92,2     | 37       | 84       | 2,3      | 12       | 2        | 5       | 3        |
| 2012     | ATL      | 16    | 16    | 422      | 615      | 68,6%    | 4 719    | 7,7      | 80       | 32       | 14       | 99,1     | 34       | 141      | 4,1      | 16       | 1        | 3       | 2        |
| 2013     | ATL      | 16    | 16    | 439      | 651      | 67,4%    | 4 515    | 6,9      | 81       | 26       | 17       | 89,6     | 17       | 55       | 3,2      | 17       | 0        | 5       | 4        |
| 2014     | ATL      | 16    | 16    | 415      | 628      | 66,1%    | 4 694    | 7,5      | 79       | 28       | 14       | 93,9     | 29       | 145      | 5,0      | 15       | 0        | 5       | 2        |
| 2015     | ATL      | 16    | 16    | 407      | 614      | 66,3%    | 4 591    | 7,5      | 70       | 21       | 16       | 89,0     | 36       | 63       | 1,8      | 18       | 0        | 12      | 5        |
| 2016     | ATL      | 16    | 16    | 373      | 534      | 69,9%    | 4 944    | 9,3      | 76       | 38       | 7        | 117,1    | 35       | 117      | 3,3      | 18       | 0        | 4       | 2        |
| 2017     | ATL      | 16    | 16    | 342      | 529      | 64,7%    | 4 095    | 7,7      | 88       | 20       | 12       | 91,4     | 32       | 143      | 4,5      | 16       | 0        | 4       | 3        |
| 2018     | ATL      | 16    | 16    | 422      | 608      | 69,4%    | 4 924    | 8,1      | 75       | 35       | 7        | 108,1    | 33       | 125      | 3,8      | 15       | 3        | 10      | 5        |
| 2019     | ATL      | 15    | 15    | 408      | 616      | 66,2%    | 4 466    | 7,3      | 93       | 26       | 14       | 92,1     | 34       | 147      | 4,3      | 12       | 1        | 9       | 5        |
| 2020     | ATL      | 16    | 16    | 407      | 626      | 65%      | 4 581    | 7,3      | 63       | 26       | 11       | 93,3     | 29       | 92       | 3,2      | 16       | 2        | 6       | 3        |
| 2021     | ATL      | 17    | 17    | 375      | 560      | 66,9%    | 3 968    | 7,1      | 64       | 20       | 12       | 90,4     | 40       | 82       | 2,1      | 17       | 1        | 11      | 4        |
| 2022     | IND      | 12    | 12    | 309      | 461      | 67%      | 3 057    | 6,6      | 45       | 14       | 13       | 83,9     | 27       | 70       | 2,6      | 39       | 1        | 15      | 5        |
| Carreira | Carreira | 234   | 234   | 5 551    | 8 464    | 65,6%    | 62 792   | 7,4      | 93       | 381      | 183      | 93,6     | 514      | 1 539    | 3,0      | 39       | 13       | 104     | 49       |